# 鄭安 (景泰進士)
鄭安（1427年—？），字康民，廣東潮州府海阳县人，明朝政治人物。同进士出身。

## 生平
正统十二年（1447年）廣東鄉試解元。景泰五年（1454年），登进士。授南京河南道监察御史。成化二年（1466）二月，迁陕西按察副使，平复番族驼龙侵扰，并率师征讨陕西土官满四叛乱。

## 家族
弟鄭寯，成化辛丑进士。

## 遗迹
為紀念兄弟二人而建有“兩京科道”坊，至今尚存，在市區太平路下水門街口北。